# The Corrs/Auszeichnungen für Musikverkäufe

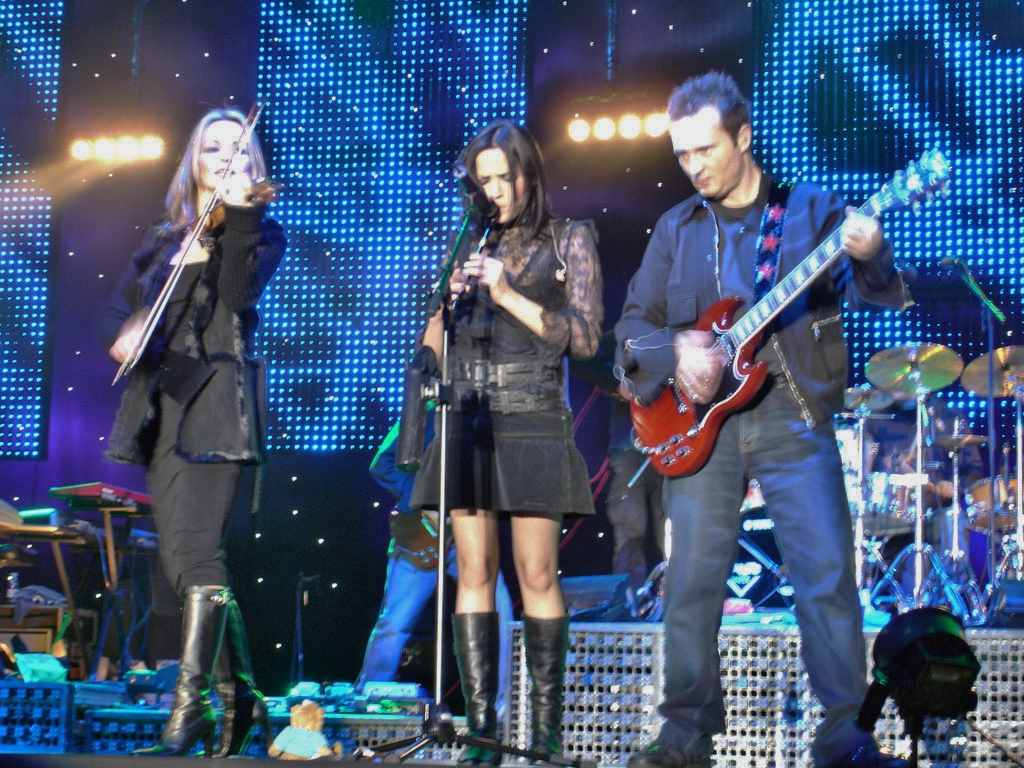
The Corrs (2004)

Dies ist eine Übersicht über die Auszeichnungen für Musikverkäufe der irischen Popband The Corrs. Die Auszeichnungen finden sich nach ihrer Art (Gold, Platin usw.), nach Staaten getrennt in chronologischer Reihenfolge, geordnet sowie nach den Tonträgern selbst, ebenfalls in chronologischer Reihenfolge, getrennt nach Medium (Alben, Singles usw.), wieder.

## Auszeichnungen
| - Vereinigtes Königreich - 1998: für die Single Dreams - 2005: für das Album Home - 2017: für die Single So Young - Argentinien - 2001: für das Album The Best of The Corrs - Belgien - 2000: für das Album Unplugged - 2001: für das Album The Best of The Corrs - Brasilien - 2004: für das Videoalbum Unplugged - 2005: für das Album The Best of The Corrs - 2005: für das Videoalbum Live in London - Dänemark - 2001: für das Album The Best of The Corrs - Deutschland - 2000: für das Album Talk on Corners - 2001: für das Album The Best of The Corrs - 2005: für das Album Borrowed Heaven - Finnland - 1999: für das Album Talk on Corners - Frankreich - 2004: für das Album Borrowed Heaven - Hongkong - 2000: für das Album In Blue - Irland - 2006: für das Album Dreams: The Ultimate Corrs Collection - Italien - 1998: für das Album Talk on Corners - 2000: für die Single Breathless - Japan - 1998: für das Album Forgiven, Not Forgotten - 2000: für das Album In Blue - Kanada - 1999: für das Album Talk on Corners - 2001: für das Album The Best of The Corrs - Mexiko - 2001: für das Album In Blue - 2002: für das Album The Best of The Corrs - Neuseeland - 2004: für das Album Borrowed Heaven - 2006: für das Album Dreams: The Ultimate Corrs Collection - Niederlande - 2000: für das Album Talk on Corners - Norwegen - 1997: für das Album Forgiven, Not Forgotten - 1998: für das Album Talk on Corners - Österreich - 2006: für das Videoalbum Unplugged - Philippinen - 1998: für das Album Talk on Corners - 2000: für das Album In Blue - Portugal - 2000: für das Album In Blue - Schweden - 1998: für das Album Forgiven, Not Forgotten - 2000: für das Album Unplugged - Schweiz - 1999: für das Album Talk on Corners - 2004: für das Album Borrowed Heaven - Spanien - 2004: für das Album Borrowed Heaven - Taiwan - 2000: für das Album In Blue - Thailand - 1998: für das Album Talk on Corners - 2000: für das Album In Blue - Vereinigte Staaten - 2000: für das Album Forgiven, Not Forgotten - 2001: für das Album Talk On Corners - Vereinigtes Königreich - 2013: für das Videoalbum Live in London - 2013: für das Videoalbum Live at Lansdowne Road - 2013: für das Album Borrowed Heaven - 2016: für das Album White Light - 2023: für die Single What Can I Do? | - Argentinien - 2002: für das Videoalbum Live in London - 2003: für das Videoalbum The Best of – The Videos - Australien - 2000: für das Album Unplugged - 2002: für das Videoalbum Live at Lansdowne Road - 2002: für das Videoalbum Live in London - 2004: für das Album Borrowed Heaven - 2004: für das Videoalbum Unplugged - 2005: für das Videoalbum The Best of – The Videos - 2023: für die Single Runaway - Belgien - 2000: für das Album Talk on Corners - 2000: für das Album In Blue - Dänemark - 1999: für das Album Talk on Corners - Europa - 2001: für das Album The Best of The Corrs - Frankreich - 2000: für das Album Unplugged - 2000: für das Album In Blue - 2001: für das Album Forgiven, Not Forgotten - 2001: für das Videoalbum Live at the Royal Albert Hall - 2003: für das Album The Best of The Corrs - 2005: für das Album Home - Indonesien - 1998: für das Album Talk on Corners - 2000: für das Album In Blue - Italien - 2000: für das Album Unplugged - Kanada - 1996: für das Album Forgiven, Not Forgotten - 2001: für das Album In Blue - Malaysia - 1998: für das Album Talk on Corners - 2000: für das Album In Blue - Neuseeland - 2000: für das Album Unplugged - Niederlande - 2000: für das Album In Blue - 2004: für das Album The Best of The Corrs - Norwegen - 2000: für das Album In Blue - Österreich - 2000: für das Album In Blue - 2000: für das Album Unplugged - Schweden - 2001: für das Album In Blue - Schweiz - 2000: für das Album In Blue - 2000: für das Album Unplugged - 2001: für das Album The Best of The Corrs - Singapur - 1998: für das Album Talk on Corners - Spanien - 2001: für das Album The Best of The Corrs - Vereinigte Staaten - 2001: für das Album In Blue - Vereinigtes Königreich - 2013: für das Videoalbum Live at the Royal Albert Hall - 2017: für das Videoalbum Unplugged - 2022: für die Single Breathless - 2024: für die Single Runaway - Deutschland - 2000: für das Album In Blue - 2001: für das Album Unplugged | - Australien - 2004: für das Videoalbum Live at the Royal Albert Hall - 2023: für die Single Breathless - Dänemark - 1998: für das Album Forgiven, Not Forgotten - 2001: für das Album In Blue - Europa - 1999: für das Album Forgiven, Not Forgotten - 2000: für das Album Unplugged - Frankreich - 2001: für das Album Talk on Corners - Irland - 2005: für das Album Home - Italien - 2000: für das Album In Blue - Niederlande - 2001: für das Album Unplugged - Schweden - 1999: für das Album Talk on Corners - Singapur - 2000: für das Album In Blue - Spanien - 2000: für das Album Unplugged - Vereinigtes Königreich - 2013: für das Album Unplugged - 2013: für das Album The Best of The Corrs - Europa - 2000: für das Album In Blue - Neuseeland - 2002: für das Album The Best of The Corrs - Spanien - 1999: für das Album Forgiven, Not Forgotten - 2001: für das Album In Blue - Vereinigtes Königreich - 2001: für das Album In Blue - 2013: für das Album Forgiven, Not Forgotten - Australien - 2001: für das Album In Blue - 2007: für das Album The Best of The Corrs - Australien - 2002: für das Album Talk on Corners - Irland - 2005: für das Album The Best of The Corrs - Neuseeland - 1998: für das Album Forgiven, Not Forgotten - 2001: für das Album In Blue - Europa - 2001: für das Album Talk on Corners - Irland - 2000: für das Album In Blue - Neuseeland - 1999: für das Album Talk on Corners - Spanien - 1999: für das Album Talk on Corners - Irland - 2000: für das Album Unplugged - Australien - 2001: für das Album Forgiven, Not Forgotten - Vereinigtes Königreich - 1999: für das Album Talk on Corners - Irland - 2000: für das Album Forgiven, Not Forgotten - Irland - 2000: für das Album Talk on Corners |

## Auszeichnungen nach Alben

### Forgiven, Not Forgotten
| Land/Region                  | Auszeichnungen für Musikverkäufe (Land/Region, Auszeichnung, Verkäufe) | Verkäufe  |
| ---------------------------- | ---------------------------------------------------------------------- | --------- |
| Australien (ARIA)            | 9× Platin                                                              | 680.000   |
| Dänemark (IFPI)              | 2× Platin                                                              | (100.000) |
| Europa (IFPI)                | 2× Platin                                                              | 2.000.000 |
| Frankreich (SNEP)            | Platin                                                                 | (300.000) |
| Irland (IRMA)                | 13× Platin                                                             | (195.000) |
| Japan (RIAJ)                 | Gold                                                                   | 100.000   |
| Kanada (MC)                  | Platin                                                                 | 100.000   |
| Neuseeland (RMNZ)            | 5× Platin                                                              | 75.000    |
| Norwegen (IFPI)              | Gold                                                                   | (25.000)  |
| Schweden (IFPI)              | Gold                                                                   | (40.000)  |
| Spanien (Promusicae)         | 3× Platin                                                              | (300.000) |
| Vereinigte Staaten (RIAA)    | Gold                                                                   | 500.000   |
| Vereinigtes Königreich (BPI) | 3× Platin                                                              | (900.000) |
| Insgesamt                    | 4× Gold · 38× Platin ·                                                 | 3.505.000 |

### Talk on Corners
| Land/Region                  | Auszeichnungen für Musikverkäufe (Land/Region, Auszeichnung, Verkäufe) | Verkäufe    |
| ---------------------------- | ---------------------------------------------------------------------- | ----------- |
| Australien (ARIA)            | 5× Platin                                                              | 350.000     |
| Belgien (BRMA)               | Platin                                                                 | (50.000)    |
| Dänemark (IFPI)              | Platin                                                                 | (50.000)    |
| Deutschland (BVMI)           | Gold                                                                   | (150.000)   |
| Europa (IFPI)                | 6× Platin                                                              | 6.000.000   |
| Finnland (IFPI)              | Gold                                                                   | (26.356)    |
| Frankreich (SNEP)            | 2× Platin                                                              | (600.000)   |
| Indonesien (ASIRI)           | Platin                                                                 | 50.000      |
| Irland (IRMA)                | 20× Platin                                                             | (300.000)   |
| Italien (FIMI)               | Gold                                                                   | (50.000)    |
| Kanada (MC)                  | Gold                                                                   | 50.000      |
| Malaysia (RIM)               | Platin                                                                 | 50.000      |
| Neuseeland (RMNZ)            | 6× Platin                                                              | 90.000      |
| Niederlande (NVPI)           | Gold                                                                   | (40.000)    |
| Norwegen (IFPI)              | Gold                                                                   | (25.000)    |
| Philippinen (PARI)           | Gold                                                                   | 20.000      |
| Schweden (IFPI)              | 2× Platin                                                              | (160.000)   |
| Schweiz (IFPI)               | Gold                                                                   | (25.000)    |
| Singapur (RIAS)              | Platin                                                                 | 15.000      |
| Spanien (Promusicae)         | 6× Platin                                                              | (600.000)   |
| Thailand (TECA)              | Gold                                                                   | 25.000      |
| Vereinigte Staaten (RIAA)    | Gold                                                                   | 500.000     |
| Vereinigtes Königreich (BPI) | 9× Platin                                                              | (2.970.000) |
| Insgesamt                    | 9× Gold · 62× Platin ·                                                 | 7.150.000   |

### Unplugged
| Land/Region                  | Auszeichnungen für Musikverkäufe (Land/Region, Auszeichnung, Verkäufe) | Verkäufe    |
| ---------------------------- | ---------------------------------------------------------------------- | ----------- |
| Australien (ARIA)            | Platin                                                                 | 70.000      |
| Belgien (BRMA)               | Gold                                                                   | 25.000      |
| Deutschland (BVMI)           | 3× Gold                                                                | 450.000     |
| Europa (IFPI)                | 2× Platin                                                              | (2.000.000) |
| Frankreich (SNEP)            | Platin                                                                 | 300.000     |
| Irland (IRMA)                | 8× Platin                                                              | 120.000     |
| Italien (FIMI)               | Platin                                                                 | 100.000     |
| Neuseeland (RMNZ)            | Platin                                                                 | 15.000      |
| Niederlande (NVPI)           | 2× Platin                                                              | 160.000     |
| Österreich (IFPI)            | Platin                                                                 | 50.000      |
| Schweden (IFPI)              | Gold                                                                   | 40.000      |
| Schweiz (IFPI)               | Platin                                                                 | 50.000      |
| Spanien (Promusicae)         | 2× Platin                                                              | 200.000     |
| Vereinigtes Königreich (BPI) | 2× Platin                                                              | 600.000     |
| Insgesamt                    | 3× Gold · 28× Platin ·                                                 | 2.380.000   |

### In Blue
| Land/Region                  | Auszeichnungen für Musikverkäufe (Land/Region, Auszeichnung, Verkäufe) | Verkäufe  |
| ---------------------------- | ---------------------------------------------------------------------- | --------- |
| Australien (ARIA)            | 4× Platin                                                              | 280.000   |
| Belgien (BRMA)               | Platin                                                                 | (50.000)  |
| Dänemark (IFPI)              | 2× Platin                                                              | (100.000) |
| Deutschland (BVMI)           | 3× Gold                                                                | (450.000) |
| Europa (IFPI)                | 3× Platin                                                              | 3.000.000 |
| Finnland (IFPI)              | —                                                                      | (16.872)  |
| Frankreich (SNEP)            | Platin                                                                 | (300.000) |
| Hongkong (IFPI/HKRIA)        | Gold                                                                   | 10.000    |
| Indonesien (ASIRI)           | Platin                                                                 | 50.000    |
| Irland (IRMA)                | 6× Platin                                                              | (90.000)  |
| Italien (FIMI)               | 2× Platin                                                              | (200.000) |
| Japan (RIAJ)                 | Gold                                                                   | 100.000   |
| Kanada (MC)                  | Platin                                                                 | 100.000   |
| Malaysia (RIM)               | Platin                                                                 | 25.000    |
| Mexiko (AMPROFON)            | Gold                                                                   | 75.000    |
| Neuseeland (RMNZ)            | 5× Platin                                                              | 75.000    |
| Niederlande (NVPI)           | Platin                                                                 | (80.000)  |
| Norwegen (IFPI)              | Platin                                                                 | (50.000)  |
| Österreich (IFPI)            | Platin                                                                 | (50.000)  |
| Philippinen (PARI)           | Gold                                                                   | 20.000    |
| Portugal (AFP)               | Gold                                                                   | (20.000)  |
| Schweden (IFPI)              | Platin                                                                 | (80.000)  |
| Schweiz (IFPI)               | Platin                                                                 | (50.000)  |
| Singapur (RIAS)              | 2× Platin                                                              | 30.000    |
| Spanien (Promusicae)         | 3× Platin                                                              | (300.000) |
| Taiwan (RIT)                 | Gold                                                                   | 25.000    |
| Thailand (TECA)              | Gold                                                                   | 25.000    |
| Vereinigte Staaten (RIAA)    | Platin                                                                 | 1.000.000 |
| Vereinigtes Königreich (BPI) | 3× Platin                                                              | (900.000) |
| Insgesamt                    | 8× Gold · 42× Platin ·                                                 | 4.815.000 |

### The Best of The Corrs
| Land/Region                  | Auszeichnungen für Musikverkäufe (Land/Region, Auszeichnung, Verkäufe) | Verkäufe    |
| ---------------------------- | ---------------------------------------------------------------------- | ----------- |
| Argentinien (CAPIF)          | Gold                                                                   | 20.000      |
| Australien (ARIA)            | 4× Platin                                                              | 280.000     |
| Belgien (BRMA)               | Gold                                                                   | 15.000      |
| Brasilien (PMB)              | Gold                                                                   | 50.000      |
| Dänemark (IFPI)              | Gold                                                                   | 25.000      |
| Deutschland (BVMI)           | Gold                                                                   | 150.000     |
| Europa (IFPI)                | Platin                                                                 | (1.000.000) |
| Frankreich (SNEP)            | Platin                                                                 | 300.000     |
| Irland (IRMA)                | 5× Platin                                                              | 75.000      |
| Kanada (MC)                  | Gold                                                                   | 50.000      |
| Mexiko (AMPROFON)            | Gold                                                                   | 75.000      |
| Neuseeland (RMNZ)            | 3× Platin                                                              | 45.000      |
| Niederlande (NVPI)           | Platin                                                                 | 80.000      |
| Schweiz (IFPI)               | Platin                                                                 | 40.000      |
| Spanien (Promusicae)         | Platin                                                                 | 100.000     |
| Vereinigtes Königreich (BPI) | 2× Platin                                                              | 600.000     |
| Insgesamt                    | 7× Gold · 18× Platin ·                                                 | 1.605.000   |

### Borrowed Heaven
| Land/Region                  | Auszeichnungen für Musikverkäufe (Land/Region, Auszeichnung, Verkäufe) | Verkäufe |
| ---------------------------- | ---------------------------------------------------------------------- | -------- |
| Australien (ARIA)            | Platin                                                                 | 70.000   |
| Deutschland (BVMI)           | Gold                                                                   | 150.000  |
| Frankreich (SNEP)            | Gold                                                                   | 100.000  |
| Neuseeland (RMNZ)            | Gold                                                                   | 7.500    |
| Schweiz (IFPI)               | Gold                                                                   | 20.000   |
| Spanien (Promusicae)         | Gold                                                                   | 50.000   |
| Vereinigtes Königreich (BPI) | Gold                                                                   | 100.000  |
| Insgesamt                    | 6× Gold · 1× Platin ·                                                  | 487.500  |

### Home
| Land/Region                  | Auszeichnungen für Musikverkäufe (Land/Region, Auszeichnung, Verkäufe) | Verkäufe |
| ---------------------------- | ---------------------------------------------------------------------- | -------- |
| Frankreich (SNEP)            | Platin                                                                 | 300.000  |
| Irland (IRMA)                | 2× Platin                                                              | 30.000   |
| Vereinigtes Königreich (BPI) | Silber                                                                 | 60.000   |
| Insgesamt                    | 1× Silber · 3× Platin ·                                                | 390.000  |

### Dreams: The Ultimate Corrs Collection
| Land/Region       | Auszeichnungen für Musikverkäufe (Land/Region, Auszeichnung, Verkäufe) | Verkäufe |
| ----------------- | ---------------------------------------------------------------------- | -------- |
| Irland (IRMA)     | Gold                                                                   | 7.500    |
| Neuseeland (RMNZ) | Gold                                                                   | 7.500    |
| Insgesamt         | 2× Gold ·                                                              | 15.000   |

### White Light
| Land/Region                  | Auszeichnungen für Musikverkäufe (Land/Region, Auszeichnung, Verkäufe) | Verkäufe |
| ---------------------------- | ---------------------------------------------------------------------- | -------- |
| Vereinigtes Königreich (BPI) | Gold                                                                   | 100.000  |
| Insgesamt                    | 1× Gold ·                                                              | 100.000  |

## Auszeichnungen nach Singles

### Runaway
| Land/Region                  | Auszeichnungen für Musikverkäufe (Land/Region, Auszeichnung, Verkäufe) | Verkäufe |
| ---------------------------- | ---------------------------------------------------------------------- | -------- |
| Australien (ARIA)            | Platin                                                                 | 70.000   |
| Vereinigtes Königreich (BPI) | Platin                                                                 | 600.000  |
| Insgesamt                    | 2× Platin ·                                                            | 670.000  |

### What Can I Do?
| Land/Region                  | Auszeichnungen für Musikverkäufe (Land/Region, Auszeichnung, Verkäufe) | Verkäufe |
| ---------------------------- | ---------------------------------------------------------------------- | -------- |
| Vereinigtes Königreich (BPI) | Gold                                                                   | 400.000  |
| Insgesamt                    | 1× Gold ·                                                              | 400.000  |

### Dreams
| Land/Region                  | Auszeichnungen für Musikverkäufe (Land/Region, Auszeichnung, Verkäufe) | Verkäufe |
| ---------------------------- | ---------------------------------------------------------------------- | -------- |
| Vereinigtes Königreich (BPI) | Silber                                                                 | 200.000  |
| Insgesamt                    | 1× Silber ·                                                            | 200.000  |

### So Young
| Land/Region                  | Auszeichnungen für Musikverkäufe (Land/Region, Auszeichnung, Verkäufe) | Verkäufe |
| ---------------------------- | ---------------------------------------------------------------------- | -------- |
| Vereinigtes Königreich (BPI) | Silber                                                                 | 200.000  |
| Insgesamt                    | 1× Silber ·                                                            | 200.000  |

### Breathless
| Land/Region                  | Auszeichnungen für Musikverkäufe (Land/Region, Auszeichnung, Verkäufe) | Verkäufe |
| ---------------------------- | ---------------------------------------------------------------------- | -------- |
| Australien (ARIA)            | 2× Platin                                                              | 140.000  |
| Italien (FIMI)               | Gold                                                                   | 25.000   |
| Vereinigtes Königreich (BPI) | Platin                                                                 | 600.000  |
| Insgesamt                    | 1× Gold · 3× Platin ·                                                  | 765.000  |

## Auszeichnungen nach Videoalben

### Unplugged
| Land/Region                  | Auszeichnungen für Musikverkäufe (Land/Region, Auszeichnung, Verkäufe) | Verkäufe |
| ---------------------------- | ---------------------------------------------------------------------- | -------- |
| Australien (ARIA)            | Platin                                                                 | 15.000   |
| Brasilien (PMB)              | Gold                                                                   | 25.000   |
| Österreich (IFPI)            | Gold                                                                   | 5.000    |
| Vereinigtes Königreich (BPI) | Platin                                                                 | 50.000   |
| Insgesamt                    | 2× Gold · 2× Platin ·                                                  | 95.000   |

### Live at Lansdowne Road
| Land/Region                  | Auszeichnungen für Musikverkäufe (Land/Region, Auszeichnung, Verkäufe) | Verkäufe |
| ---------------------------- | ---------------------------------------------------------------------- | -------- |
| Australien (ARIA)            | Platin                                                                 | 15.000   |
| Vereinigtes Königreich (BPI) | Gold                                                                   | 25.000   |
| Insgesamt                    | 1× Gold · 1× Platin ·                                                  | 40.000   |

### Live in London
| Land/Region                  | Auszeichnungen für Musikverkäufe (Land/Region, Auszeichnung, Verkäufe) | Verkäufe |
| ---------------------------- | ---------------------------------------------------------------------- | -------- |
| Argentinien (CAPIF)          | Platin                                                                 | 8.000    |
| Australien (ARIA)            | Platin                                                                 | 15.000   |
| Brasilien (PMB)              | Gold                                                                   | 25.000   |
| Vereinigtes Königreich (BPI) | Gold                                                                   | 25.000   |
| Insgesamt                    | 2× Gold · 2× Platin ·                                                  | 72.000   |

### Live at the Royal Albert Hall
| Land/Region                  | Auszeichnungen für Musikverkäufe (Land/Region, Auszeichnung, Verkäufe) | Verkäufe |
| ---------------------------- | ---------------------------------------------------------------------- | -------- |
| Australien (ARIA)            | 2× Platin                                                              | 30.000   |
| Frankreich (SNEP)            | Platin                                                                 | 20.000   |
| Vereinigtes Königreich (BPI) | Platin                                                                 | 50.000   |
| Insgesamt                    | 4× Platin ·                                                            | 100.000  |

### The Best of – The Videos
| Land/Region         | Auszeichnungen für Musikverkäufe (Land/Region, Auszeichnung, Verkäufe) | Verkäufe |
| ------------------- | ---------------------------------------------------------------------- | -------- |
| Argentinien (CAPIF) | Platin                                                                 | 8.000    |
| Australien (ARIA)   | Platin                                                                 | 15.000   |
| Insgesamt           | 2× Platin ·                                                            | 23.000   |

## Statistik und Quellen
| Land/RegionAuszeichnungen für Musikverkäufe (Land/Region, Auszeichnungen, Verkäufe, Quellen) | Silber     | Gold       | Platin         | Verkäufe     | Quellen                                                    |
| -------------------------------------------------------------------------------------------- | ---------- | ---------- | -------------- | ------------ | ---------------------------------------------------------- |
| Argentinien (CAPIF)                                                                          | —          | Gold1      | 2× Platin2     | 36.000       | capif.org.ar                                               |
| Australien (ARIA)                                                                            | —          | —          | 33× Platin33   | 2.030.500    | aria.com.au                                                |
| Belgien (BRMA)                                                                               | —          | 2× Gold2   | 2× Platin2     | 140.000      | ultratop.be                                                |
| Brasilien (PMB)                                                                              | —          | 3× Gold3   | —              | 100.000      | pro-musicabr.org.br                                        |
| Dänemark (IFPI)                                                                              | —          | Gold1      | 5× Platin5     | 275.000      | Einzelnachweise                                            |
| Deutschland (BVMI)                                                                           | —          | 5× Gold5   | 2× Platin2     | 1.350.000    | musikindustrie.de                                          |
| Europa (IFPI)                                                                                | —          | —          | 14× Platin14   | (14.000.000) | ifpi.org (Memento vom 1. Januar 2014 im Internet Archive)  |
| Finnland (IFPI)                                                                              | —          | Gold1      | —              | 43.228       | ifpi.fi                                                    |
| Frankreich (SNEP)                                                                            | —          | Gold1      | 8× Platin8     | 2.220.000    | infodisc.fr snepmusique.com                                |
| Hongkong (IFPI/HKRIA)                                                                        | —          | Gold1      | —              | 10.000       | Einzelnachweise                                            |
| Indonesien (ASIRI)                                                                           | —          | —          | 2× Platin2     | 100.000      | Einzelnachweise                                            |
| Irland (IRMA)                                                                                | —          | Gold1      | 54× Platin54   | 817.500      | irishcharts.ie                                             |
| Italien (FIMI)                                                                               | —          | 2× Gold2   | 3× Platin3     | 375.000      | Einzelnachweise                                            |
| Japan (RIAJ)                                                                                 | —          | 2× Gold2   | —              | 200.000      | riaj.or.jp                                                 |
| Kanada (MC)                                                                                  | —          | 2× Gold2   | 2× Platin2     | 300.000      | musiccanada.com                                            |
| Malaysia (RIM)                                                                               | —          | —          | 2× Platin2     | 75.000       | Einzelnachweise                                            |
| Mexiko (AMPROFON)                                                                            | —          | 2× Gold2   | —              | 150.000      | amprofon.com.mx                                            |
| Neuseeland (RMNZ)                                                                            | —          | 2× Gold2   | 20× Platin20   | 315.000      | aotearoamusiccharts.co.nz                                  |
| Niederlande (NVPI)                                                                           | —          | Gold1      | 4× Platin4     | 360.000      | nvpi.nl                                                    |
| Norwegen (IFPI)                                                                              | —          | 2× Gold2   | Platin1        | 100.000      | ifpi.no (Memento vom 5. November 2012 im Internet Archive) |
| Österreich (IFPI)                                                                            | —          | Gold1      | 2× Platin2     | 105.000      | ifpi.at                                                    |
| Philippinen (PARI)                                                                           | —          | 2× Gold2   | —              | 40.000       | Einzelnachweise                                            |
| Portugal (AFP)                                                                               | —          | Gold1      | —              | 20.000       | Einzelnachweise                                            |
| Schweden (IFPI)                                                                              | —          | 2× Gold2   | 3× Platin3     | 320.000      | sverigetopplistan.se                                       |
| Schweiz (IFPI)                                                                               | —          | 2× Gold2   | 3× Platin3     | 180.000      | hitparade.ch                                               |
| Singapur (RIAS)                                                                              | —          | —          | 3× Platin3     | 45.000       | Einzelnachweise                                            |
| Spanien (Promusicae)                                                                         | —          | Gold1      | 15× Platin15   | 1.550.000    | elportaldemusica.es ES2                                    |
| Taiwan (RIT)                                                                                 | —          | Gold1      | —              | 25.000       | Einzelnachweise                                            |
| Thailand (TECA)                                                                              | —          | 2× Gold2   | —              | 50.000       | Einzelnachweise                                            |
| Vereinigte Staaten (RIAA)                                                                    | —          | 2× Gold2   | Platin1        | 2.000.000    | riaa.com                                                   |
| Vereinigtes Königreich (BPI)                                                                 | 3× Silber3 | 5× Gold5   | 23× Platin23   | 8.380.000    | bpi.co.uk                                                  |
| Insgesamt                                                                                    | 3× Silber3 | 48× Gold48 | 204× Platin204 |              |                                                            |